# Иванова, Ирина Фёдоровна
Ирина Фёдоровна Иванова (19 мая 1917 года, Подолжино, Новгородская губерния, Российская Республика — 26 февраля 2002 года, Балта, Мошковский район, Новосибирская область, Россия) — колхозница, Герой Социалистического Труда (1949).

## Биография
Родилась 19 мая 1917 года в крестьянской семье в деревне Подолжино Новгородской губернии (сегодня — Залучское сельское поселение Старорусского района Новгородской области). В 30-е годы XX столетия вступила в колхоз. В 1942 году во время Великой Отечественной войны была эвакуирована в село Балта Новосибирской области. С апреля 1943 года стала работать в составе животноводческой бригады в колхозе «Союз строителей» Ояшинского района Новосибирской области. С 1947 года работала в полеводческой бригаде и вскоре была избрана звеньевой льноводческого звена.
В 1948 году льноводческое звено под руководством Ириной Ивановой собрало по 6,3 центнера волокна льна и 6,28 центнеров семян льна с каждого гектара. За этот доблестный труд она была удостоена в 1949 году звания Героя Социалистического Труда. В 1949 году льноводческое звено собрало до тонны семян льна с каждого гектара, за что Ирина Иванова была награждена в 1950 году вторым Орденом Ленина.
С 1950 года руководила животноводческой фермой. На этой должности работала до выхода на пенсию.
В 1970 году вышла на пенсию. Скончалась 26 февраля 2002 года и была похоронена на сельском кладбище села Балта..

## Награды
- Герой Социалистического Труда — указом Президиума Верховного Совета СССР от 20 марта 1949 года;
- Орден Ленина (1949);
- Орден Ленина (1950).